# Ghent Associates

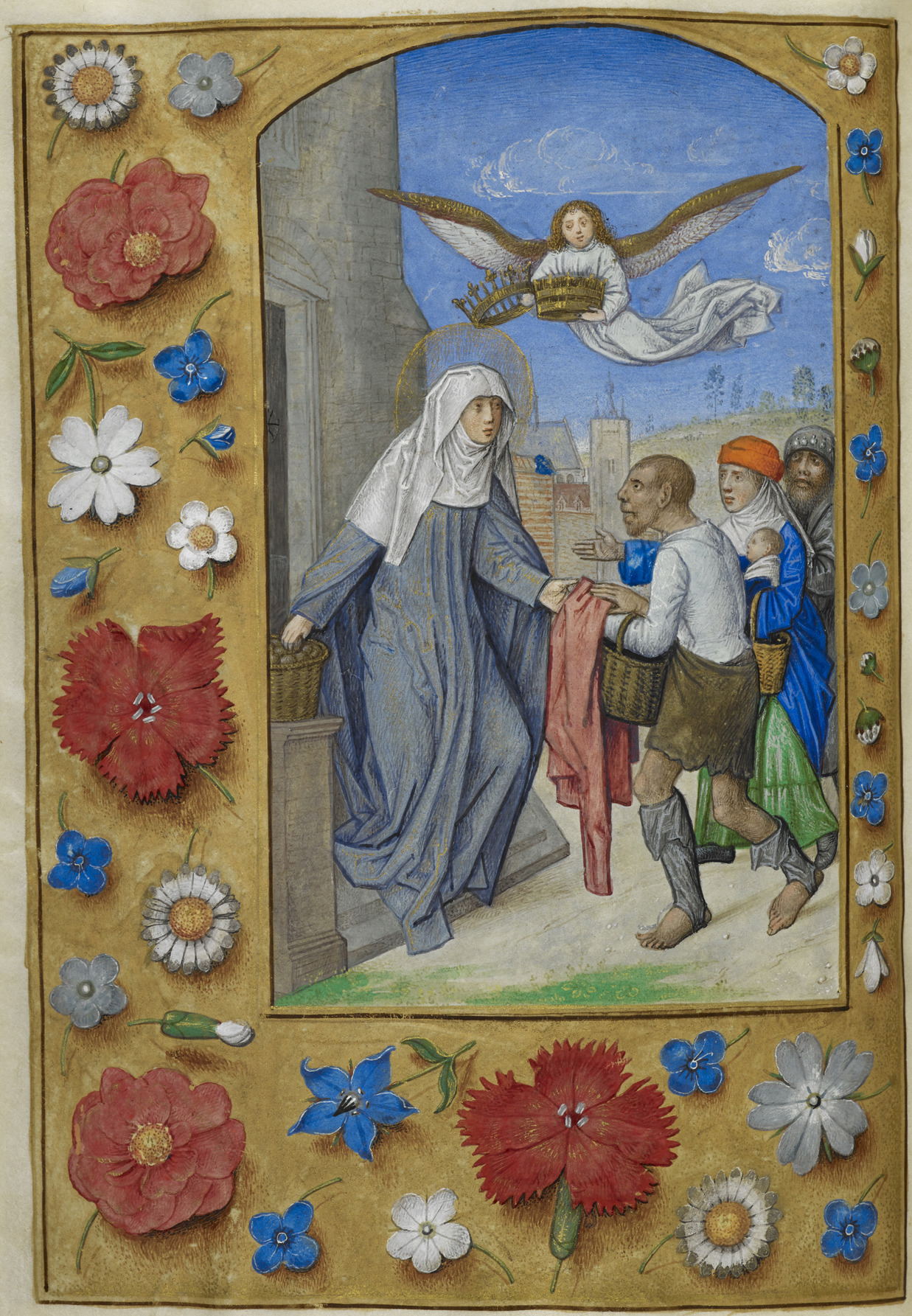
Hastings-getijden f64v, Elizabeth van Hongarije, (soms) toegeschreven aan de Ghent Associates.

De Ghent Associates is de noodnaam voor een groep anonieme miniaturisten die door Anne van Buren gegeven werd aan de verluchters van een aantal werken die eerder werden toegewezen aan de Meester van Maria van Bourgondië door Friedrich Winkler, Otto Pächt en anderen, toewijzing die door Gerard Isaac Lieftinck in 1969 werd verworpen. Van Buren voegde aan deze initiële lijst nog een reeks andere werken toe uit de periode van 1470 tot 1490 waarvan zij oordeelde dat ze van dezelfde groep kunstenaars afkomstig waren. Ook de werken toegeschreven aan de Maximiliaan-meester werden door haar aan deze groep toegevoegd hoewel andere kunsthistorici die als een aparte groep blijven beschouwen. Hierdoor groepeerde zij een aantal zeer kwaliteitsvolle werken, waarin de stijl van de Weense meester van Maria van Bourgondië en van Hugo van der Goes verder gezet werd. Volgens haar was het weliswaar een groep van verschillende artiesten, maar verscheidene onder hen hadden hun stijl aangepast om tot een soort onpersoonlijke eenheidsstijl te komen.

## Werken
Hierbij enkele van de werken die aan de groep worden toegeschreven:
- De Berlijnse getijden van Maria van Bourgondië en Maximiliaan
- Getijdenboek voor het gebruik van Sint-Pietersabdij in Gent, Oxford, Bodleian Library, Ms. Douce 223
- Getijdenboek van Krakau, (Biblioteka Czartoryskich, Ms. 3025)
- Zeer klein getijdenboek met werk van Simon Marmion en de Ghent Associates, privécollectie
- Emerson-White getijden, Cambridge, Massachusetts, Houghton Library, Ms Typ 443-443.1
- Nová Říše getijden, De norbertijnen abdij van Nová Říše, Ms. 10
- Breviarium van het Rooclooster, British Library,, Londen, Ms add 11863, 11864

## Stijlkenmerken
Al deze miniaturisten gebruiken een stijl die gestoeld is op het naturalisme van de Vlaamse paneelschilders uit die tijd. Ze werden geïnspireerd door de Weense meester van Maria van Bourgondië en Hugo van de Goes die beiden patronen en modellen voor de kunstenaars leverden. Ook Simon Marmion, Dieric Bouts en de Meester van de Hougthon miniaturen leverden voorbeeld materiaal, hoewel hun invloed minder groot blijkt te zijn. Op basis van deze invloeden werden deze meesters in Gent geplaatst.
Dan blijft er nog de vraag of ze uitsluitend kopiewerk maakten of zelf ook ontwerpen maakten voor hun werk. Het is wel opvallend dat in de periode van hun activiteit een groot aantal nieuwe modellen en patronen ontstaan die we terugvinden bij de Ghent Associates en bij de Maximiliaan-meester. De Gent-Brugse strooiranden, een typisch onderdeel van de Gent-Brugse stijl in de boekverluchting was standaard bij deze meesters.